# Вадул-Сірет
Вадул-Сірет (у 2004—2007 роках — Вадул-Сирет) — прикордонна передатна проміжна залізнична станція Івано-Франківської дирекції Львівської залізниці на неелектрифікованій лінії Чернівці-Північна — Багринівка між станціями Глибока-Буковинська (6 км) та Вікшань (Румунія). Розташована в селі Черепківці Чернівецького району Чернівецької області.
На залізничній станції діє пункт контролю «Вадул-Сірет» на державному кордоні з Румунією. На станції облаштований майданчик для перестановки колісних пар, оскільки при перетині кордону використовується різна ширина колії (в Україні колія 1520 мм,  в Румунії — 1435 мм.
Поруч зі станцією пролягає автошлях територіального значення Т 2622.

## Пасажирське сполучення
Станція є кінцевою для приміських поїздів зі станцій Коломия та Чернівці, усі пасажирські поїзди здійснюють зупинку для проходження прикордонного та митного контролю та заміни колісних пар. Відстань до державного кордону — 7 км.
З 13 грудня 2015 року «Укрзалізниця» призначила щоденні україно-румунські поїзди Вадул-Сірет — Бухарест та Вадул-Сірет — Сучава.
До поїзда Вадул-Сірет — Сучава є можливість під'їхати з Чернівців приміськими поїздами в залежності від дня тижня. З приміським поїздом один раз на тиждень курсує безпересадковий вагон Київ-Пасажирський — Бухарест. Аналогічно й у зворотному напрямку.
З 12 червня по 9 вересня 2018 року через станцію курсував пасажирський поїзд міжнародного сполучення формування Білоруської залізниці № 451/452 Мінськ — Варна. Цікавим фактом є те, що місця у вагонах за № 51, 52, 55, 56 (це європейська нумерація, перша цифра «5» означає номер купе, друга цифра «1», «2»  — це нижні полиці, а цифри «5», «6» — це верхні полиці). Вагони в складі поїзда лише купейні. При розміщенні на верхніх полицях дітей провідники безкоштовно надають ремені безпеки. Також в складі поїзда були включені вагони класу Люкс.

## Галерея

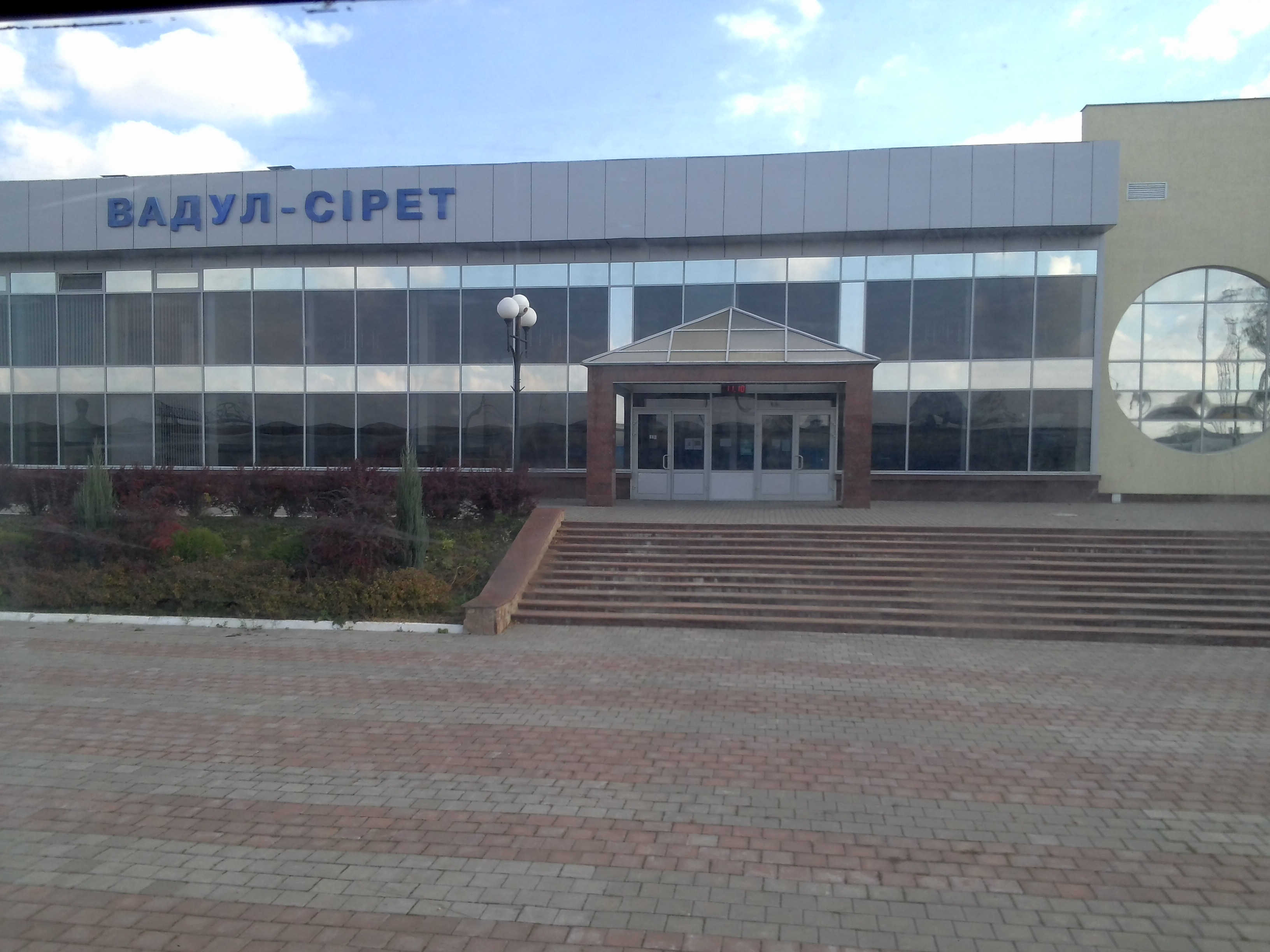
Вокзал станції Вадул-Сірет
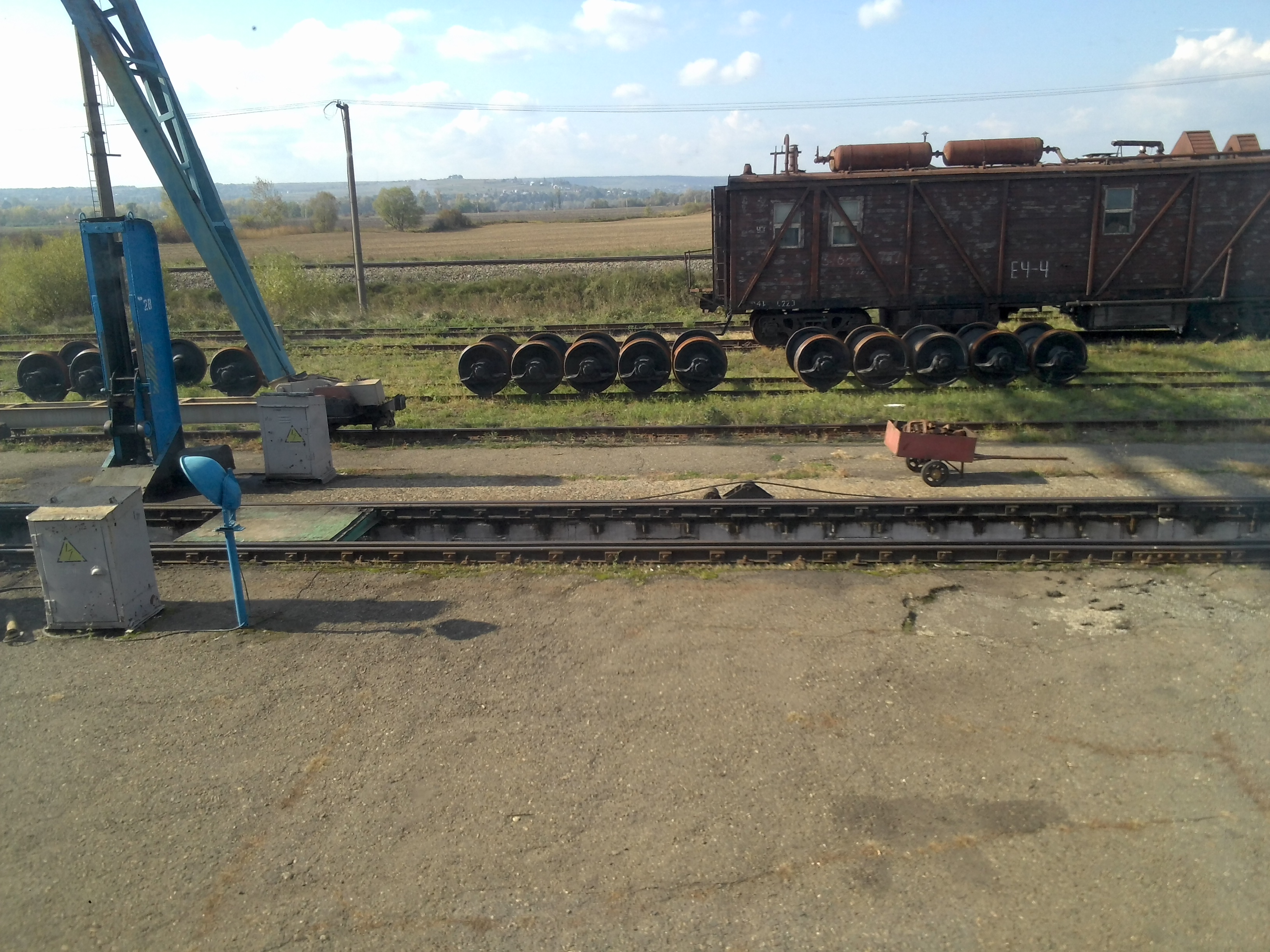
Майданчик для перестановки колісних пар
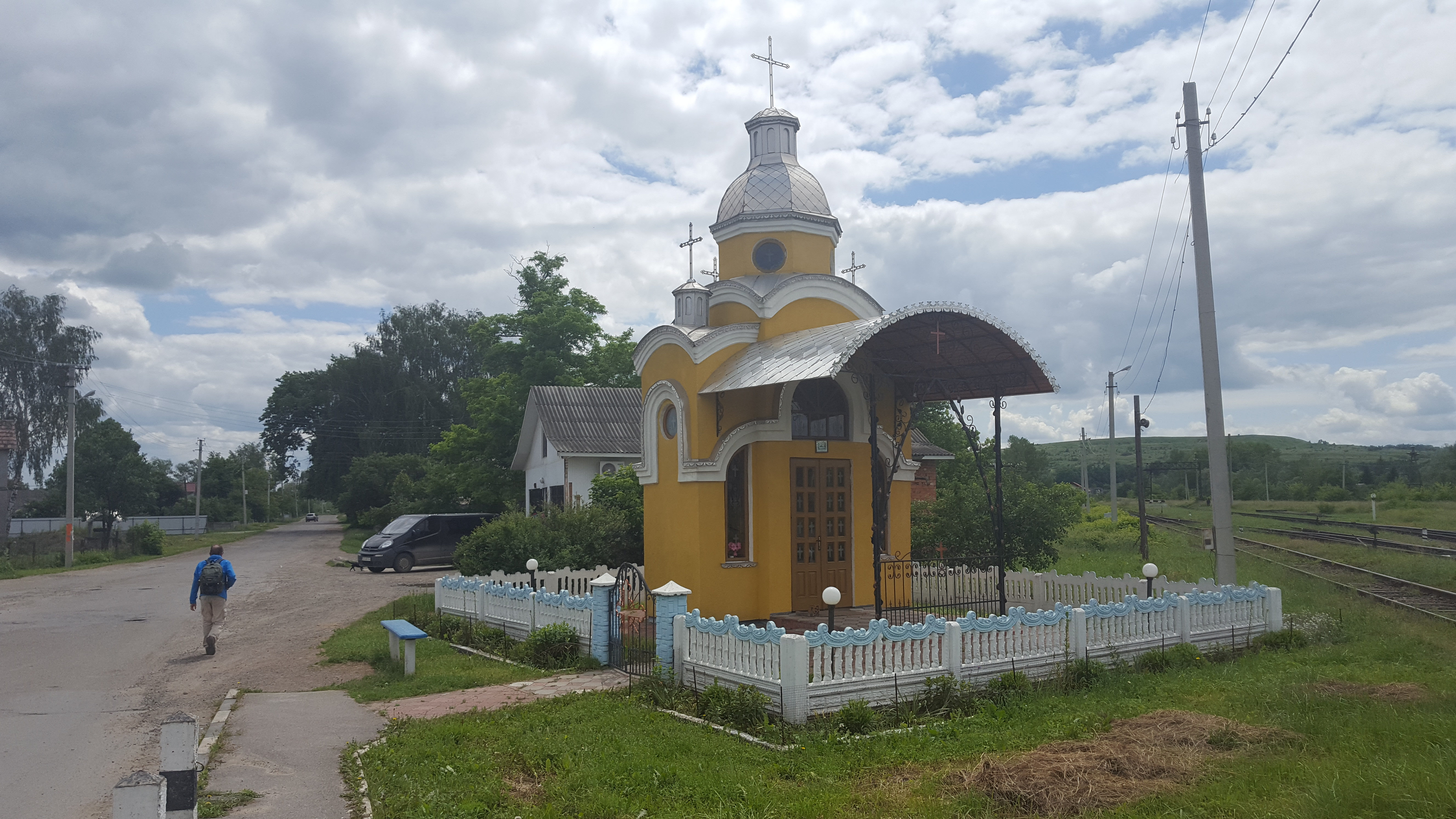
Каплиця